# Servamp – Hầu cận ma cà rồng
Servamp (サ ー ヴ ァ ン プ) là một bộ truyện tranh Shōjo được viết và minh họa bởi tác giả Tanaka Strike (田中 ス ト ラ イ ク, Tanaka Strike). Bộ truyện được đăng nhiều kỳ trên Monthly Comic Gene kể từ năm 2011 với hai mươi bốn tập truyện chính, sáu tập ngoại truyện và ba CD phim truyền hình cho đến nay. Trong ấn bản tháng 8 của Monthly Comic Gene, đã có thông báo rằng bộ truyện này sẽ được chuyển thể thành anime dài 12 tập. Anime sau đó bắt đầu phát sóng từ ngày 5 tháng 7 năm 2016 và kết thúc vào ngày 20 tháng 9 năm 2016. Tại Việt Nam, bộ truyện đã được Nhà xuất bản Kim Đồng mua bản quyền phát hành tiếng Việt dưới tựa đề SERVAMP - Hầu cận ma cà rồng.

## Cốt truyện
Mahiru Shirota là một học sinh trung học bình thường, thích những thứ đơn giản. Một ngày nọ, trên đường trở về nhà, cậu tìm thấy một con mèo đen. Cậu quyết định chăm sóc nó và đặt tên cho nó là Kuro. Tuy nhiên, ngày hôm sau, cậu ngạc nhiên khi biết rằng con mèo đen thực chất là một trong bảy ma cà rồng đại diện cho Bảy Đại Tội. Tên của chú mèo là Sleepy Ash, đại diện cho Lười Biếng, và biến thành một con mèo khi tiếp xúc với ánh sáng mặt trời. Bằng cách đặt cho Sleepy Ash một cái tên và một chiếc chuông mèo, sau đó gọi chú mèo bằng tên đã định, Mahiru đã vô tình tạo ra một khế ước tạm thời với chú mèo. Khế ước được hoàn thành sau khi Sleepy Ash uống máu của anh, khiến anh trở thành hầu cận ma cà rồng của Mahiru, được gọi là "Servamp" và Mahiru trở thành chủ nhân của anh, được gọi là "Eve". Sau đó, Mahiru và Sleepy Ash, bây giờ là Kuro, chạm trán với Tsubaki, một ma cà rồng tự xưng là Servamp U Sầu và là em trai thứ tám vô danh của các Servamp khác. Tsubaki dự định tiến hành một cuộc chiến toàn diện chống lại bảy anh em của mình, trong khi Mahiru quyết định tập hợp họ để cùng nhau chống lại Tsubaki và nhóm của anh ta.

## Nhân vật

### Eves
Mahiru Shirota (城田 真昼 Shirota Mahiru)
Lồng tiếng bởi: Takuma Terashima (drama CD, anime)
Mahiru là một nam sinh trung học năm nhất, cậu mất mẹ do tai nạn lúc cậu còn nhỏ. Không biết mặt cha, cậu được giao cho người chú bận rộn chăm sóc. Mahiru chủ yếu lớn lên một mình và rất thành thạo việc nhà. Điều đó cũng đã giúp cậu rất nhiều trong các hoạt động trên trường của cậu, nơi cậu thường sử dụng chúng cho các dự án của lớp và những thứ tương tự. Sau khi phát hiện ra Sleepy Ash là một con mèo và cuối cùng trở thành Eve của Lười Biếng, cậu nhận được Lead (về cơ bản là một vũ khí cho Eves) dưới dạng một cây chổi. Sau đó, Kuro lưu ý một cách trớ trêu rằng đó là thứ có thể đại diện cho anh ta nhất do tính cách của Mahiru, và đó là điều đầu tiên cậu dùng để đánh Kuro khi họ gặp nhau. Lead của anh sau đó biến thành một cây thương, mang lại cho Mahiru sức mạnh thể chất hơn. Câu cửa miệng của Mahiru là "Suy nghĩ đơn giản, đó phải là tôi."
Misono Alicein (有栖院 御園 Arisuin Misono)
Lồng tiếng bởi: Hiro Shimono (drama CD, anime)
Misono là Eve của Lily-Servamp Dục Vọng. Cậu là học sinh trung học cùng năm với Mahiru. Misono xuất thân từ một gia đình rất giàu có và không may sở hữu thể chất rất yếu, điều này khiến cậu hay bị kiệt sức. Cậu thường coi thường người khác, chẳng hạn như khi chỉ huy Mahiru làm việc cho cậu để ngăn chặn Tsubaki, có thể là do thiếu kỹ năng xã hội. Cậu là một đứa trẻ được sinh ra từ mối tình giữa cha cậu và gia sư tại nhà của Mikuni. Vì ghen tuông, mẹ ruột của Misono đã bị vợ của cha cậu giết chết với sự giúp đỡ của Doubt Doubt. Cô tha cho Misono và quyết định nuôi cậu như con ruột của mình. Khi lớn lên, cậu chứng kiến cảnh anh trai Mikuni giết mẹ của họ nhưng không thể nhớ đầy đủ vì trí nhớ của cậu đã bị thay đổi bởi Lily. Cậu vô cùng căm hận anh trai mình vì đã rời khỏi gia đình cho đến khi cậu biết được sự thật. Lead của Misono là chiếc ghế mà cậu thường ngồi để nghỉ ngơi và cho đến nay đã cho thấy những cách sử dụng sáng tạo chiếc ghế trong chiến đấu.
Mikuni Alicein (有栖院 御国 Arisuin Mikuni)
Lồng tiếng bởi: Tetsuya Kakihara (anime)
Mikuni là Eve của Jeje-Servamp Đố Kị, anh là anh trai của Misono và là một nhà buôn đồ cổ. Mikuni có một tính cách trẻ con, tuy nhiên tính cách thực sự của anh hoàn toàn trái ngược; anh tinh ranh, khá khôn khéo và không có ý nghĩ giết Subclass lần thứ hai. Misono phẫn nộ với anh vì đã giết mẹ của họ, đã chạy trốn và mang theo Jeje. bên mình. Sau đó, câu chuyện tiết lộ rằng Mikuni và Misono thực sự là anh em cùng cha khác mẹ. Mikuni chấp nhận kết quả của việc ngoại tình của cha mình nhưng lại coi thường cha mình. Khi sức mạnh của Đố Kị ảnh hưởng đến sự tỉnh táo của mẹ anh, Mikuni đã giết bà để ngăn bà giết Misono. Sau đó anh bỏ nhà ra đi, mang theo Jeje. Anh là cựu thành viên của C3. Trong trận chiến tại trụ sở C3, Mikuni được tiết lộ là đang làm việc cùng với nhóm của Tsubaki cho chương trình làm việc chưa được biết rõ. Lead của Mikuni là một sợi dây có dạng một cái thòng lọng mà anh dùng để siết cổ nạn nhân cho đến chết. Cho đến nay, anh ấy là Eve duy nhất có Lead chuyên giết chết đối thủ của mình.
Tetsu Sendagaya (千駄ヶ谷 鉄 Sendagaya Tetsu)
Lồng tiếng bởi: Yūki Ono (drama CD, anime)
Tetsu là Eve của Servamp Kiêu Căng. Cậu là một học sinh trung học cơ sở làm việc trong một suối nước nóng. Cậu có xu hướng ăn nói rất nhẹ nhàng và đầu óc đơn giản. Mặc dù chỉ là một học sinh trung học cơ sở nhưng Tetsu có vóc dáng cao và to lớn, khiến mọi người thường nhầm cậu là sinh viên đại học. Tetsu dường như không quan tâm chút nào đến việc mình có liên quan đến ma cà rồng, thể hiện qua việc cậu thường xuyên mang theo Lead của mình, là một chiếc quan tài khổng lồ không thể phá hủy mà cậu thậm chí còn sử dụng để quảng cáo cho khu suối nước nóng của gia đình mình, vì cậu không biết cách thu hồi nó. Khế ước của Tetsu với Hugh đã được tiết lộ rằng cậu không phải là người chọn tên "Hugh", với một phần cần thiết của khế ước là Eve sẽ chọn tên mới cho Servamp của mình; và có thể là Hugh đã làm việc với Tsubaki, khiến Tetsu bị sốc.
Licht Jekylland Todoroki (リヒト・ジキルランド・轟 Rihito Jikirurando Todoroki)
Lồng tiếng bởi: Nobunaga Shimazaki (drama CD, anime)
Licht là Eve của Servamp Tham Lam, cậu là một nghệ sĩ piano người Áo nổi tiếng thế giới. Tính cách của Licht chỉ có thể được mô tả là kỳ quái; cậu dường như coi mình là một Thiên thần, và thậm chí còn tạo dáng khi đeo một chiếc ba lô màu trắng có gắn đôi cánh. Chúng ta hiếm khi thấy Licht cười; cậu hầu như luôn cau có. Licht có một tính cách hung bạo, thường tấn công tàn bạo các ma cà rồng khác (mà cậu cho là "Ác quỷ"). Licht cũng có một sự căm ghét mãnh liệt đối với Lawless, người mà cậu thường gọi là "con nhím thối" và rất dễ bị hành hạ hoặc tấn công. Licht sở hữu hai Lead chính: Một đôi ủng có thể làm chậm khả năng tái sinh của ma cà rồng khi bị cậu đá, và một chiếc Grand Piano mà cậu có thể chơi các bài hát khác nhau, thường gây ra hiệu ứng suy nhược cho những người nghe chúng.
Izuna Nobel (イズナ・ノーベル Izuna Nōberu)
Cô là một kỹ sư của C3 và là Eve mới của Servamp Phẫn Nộ, The Mother, người mà cô ấy đặt tên là "Freya". Cô là bạn thời thơ ấu của Shuhei Tsuyuki, người được cô đặt biệt danh là "Loki". Cô gia nhập C3 cùng với Tsuyuki sau cái chết của cha anh để đảm bảo rằng sự báo thù của anh sẽ không được thực hiện vì cô ấy không muốn Tsuyuki trở thành một kẻ giết người. Không giống như Shuhei, Izuna tin rằng con người và ma cà rồng có thể cùng tồn tại, giải quyết mọi việc một cách hòa bình hơn là bằng vũ lực. Điều này khiến cô hối hận vì đã từng chế tạo ra vũ khí đã được C3 sử dụng để giết vô số ma cà rồng. Trong khế ước của cô với The Mother, điều kiện của họ là tóc của Izuna.
Niccolo Carpediem (ニコロ カルペディエム Nikoro Karupediemu)
Anh là Eve của World End, Servamp Ham Ăn, người mà anh đặt tên là "Ildio". Niccolo là ông trùm của gia tộc mafia Carpediem, nối nghiệp cha mình. Dù đã là ông trùm nhưng Niccolo khá yếu đuối và thiếu tự tin, dễ bị mọi người xung quanh làm cho sợ hãi hay áp lực, nhưng vẫn cố gắng hết sức để xứng đáng với cương vị ông trùm của gia tộc Carpediem. Anh quan tâm đến cấp dưới và Servamp của mình, và sẽ không im lặng nếu ai đó làm tổn thương họ. Niccolo thường xuyên buồn rầu vì Ildio không bao giờ quan tâm đến anh ấy và các Eve trước đây của anh , những người mà anh ấy không bao giờ nhớ tên.

### Servamps
Kuro - Sleepy Ash (クロ スリーピーアッシュ Kuro Surīpī Asshu)
Lồng tiếng bởi: Yūki Kaji (drama CD, anime)
Servamp Lười Biếng. Tên Mahiru đặt cho anh trong khế ước là Kuro do màu lông của hình dạng mèo của anh. Kuro là người lớn tuổi nhất trong số tám anh em Servamp và theo Mikuni, được cho là người mạnh nhất trong số họ, điều trái ngược với tính cách lười biếng của Kuro. Anh ấy thường ngủ gật, chơi trò chơi điện tử hoặc ăn đồ ăn vặt trong căn hộ của Mahiru. Cho đến nay, anh là Servamp duy nhất không có Subclass nào, bởi vì anh không biết liệu một người có muốn sống lâu hơn hay không và đã quyết định không có. Quá khứ của Kuro là một bí ẩn đối với Mahiru vì anh ấy hiếm khi sẵn sàng thảo luận về nó. Chỉ nhắc đến quá khứ thôi cũng đủ khiến Kuro lười biếng bình thường trở nên tức giận. Trong quá khứ, Kuro đã tranh cãi với Lawless vì anh quyết định giết người đã biến họ thành ma cà rồng sau khi nhận được nhiệm vụ từ C3. Lý do anh chấp nhận nhiệm vụ là vì anh cho rằng thế giới không cần những "quái vật" như họ nữa. , Sleepy Ash đã giết chết người tạo ra chính mình, nhưng điều này đã ám ảnh Kuro, người cuối cùng phải hối hận vì hành động của mình. Sự hối hận và đau buồn đã khiến Kuro quyết định không làm bất cứ điều gì trừ khi ai đó nói với anh ấy, cho đến khi Mahiru thúc giục anh ấy đối mặt với sai lầm của chính mình, điều này cũng cải thiện đáng kể tình bạn của Kuro và Mahiru. Kuro có thể biến thành một con mèo đen và sư tử khổng lồ. Vũ khí chính của Kuro là một cặp móng vuốt sắc như dao cạo, có thể dễ dàng xiên qua người mục tiêu.
Tsubaki -  Who's Coming (椿 フーイズカミング Tsubaki Fūizu Kamingu)
Lồng tiếng bởi: Tatsuhisa Suzuki (drama CD, anime)
Còn được gọi là Who's Coming, là Servamp U Sầu. Người đàn ông bí ẩn này tự giới thiệu mình là Servamp thứ tám và là em út, mặc dù thực tế là chỉ có bảy người. Tsubaki có một nhân cách tâm thần và không ổn định, thể hiện rõ qua mong muốn "giết tất cả những ai không biết về mình". Động cơ và quá khứ của anh hiện chưa rõ ràng, nhưng anh có quan hệ mật thiết với người đã tạo ra Servamps, gọi là "Thầy". Tuy nhiên, Tsubaki thực sự quan tâm đến từng Subclass của mình và sẽ không bao giờ phản bội họ. Tsubaki chỉ huy một lực lượng Subclass khá lớn cho đến khi Lawless tàn sát gần như tất cả trong nỗ lực giết Eve của anh ta ở một buổi hòa nhạc. Hình dạng khác của anh là một con cáo. Vũ khí chính của Tsubaki là một thanh Katana.
Lily - All of love (リリイ オールオブラブ Rirī Ōru obu Rabu)
Lồng tiếng bởi: Kazuma Horie (drama CD, anime)
All of Love còn được gọi là Servamp Dục Vọng, là Servamp của Misono Alicein. Tên của anh trong khế ước là Snow Lily hoặc đơn giản là Lily. Anh là người trẻ thứ hai trong số tám Servamps được biết đến, và có thể thoát y bất kể trường hợp nào. Trong nhiều thế hệ, anh đã phục vụ gia đình Misono cùng với Doubt Doubt, Servamp Đó Kị. Sau khi Mikuni giết mẹ mình để bảo vệ Misono bảy năm trước, Lily đã xóa trí nhớ của Misono để cậu không nhớ được tại sao Mikuni bị trục xuất khỏi nhà vì sợ rằng Misono sẽ từ chối Lily vì là đại diện của dục vọng. Khi Misono phát hiện ra việc đó, mối quan hệ giữa Lily và Misono trở nên căng thẳng trong giây lát, tạo cơ hội cho Otogiri phá hủy chiếc đồng hồ bỏ túi cũng là nguồn sức mạnh của anh, khiến anh suy yếu rất nhiều. Kể từ đó, Lily gần như nằm liệt giường và không còn thoát y khi cơ thể trở nên yếu hơn cho đến khi anh trở lại thành một đứa trẻ. Anh còn có thể biến thành một con bướm. Vũ khí của anh là một cây lưỡi hái có thể cắt đứt "linh hồn" của nạn nhân, khiến họ bất tỉnh.
Jeje - Doubt Doubt (ジェジェ ダウトダウト Jeje Dauto Dauto)
Lồng tiếng bởi: Kenjiro Tsuda (anime)
Servamp Đố Kị và có khế ước dưới cái tên Jeje với Mikuni Alicein. Jeje là Servamp thứ ba, và sở hữu một tính cách trầm lặng. Anh hiếm khi nói và thường lầm bầm khi anh nói. Anh cũng khá cả tin khi tin rằng mỗi lần Mikuni hứa sẽ cho anh máu để đổi lại Jeje làm theo lời Mikuni nói với anh, chỉ vì Mikuni giả vờ không nhớ lời hứa. Jeje đã từng phục vụ mẹ của Mikuni và đã bảo vệ gia đình Alicein cùng với Lily trong nhiều thế hệ. Tuy nhiên, bảy năm trước khi bắt đầu câu chuyện, sức mạnh của Jeje bắt đầu ảnh hưởng đến mẹ của Mikuni, dẫn đến việc cô giết mẹ của Misono. Jeje đã xóa mọi bằng chứng về vụ giết người. Cuối cùng cô ấy đã cố gắng giết Misono nhưng nỗ lực đã bị ngăn chặn bởi Mikuni, người đã giết mẹ của anh ấy và mang theo Jeje khi anh ấy rời khỏi nhà. Hình dạng khác của anh là một con rắn. Vũ khí chính của Jeje là một cặp súng hoàn toàn tự động được liên hợp chủ yếu được giấu bên dưới tay áo đồ sộ của anh ấy.
Hugh - Old Child (ヒュー オールドチャイルド Hyū Orudo Chairudo)
Lồng tiếng bởi: Ayumu Murase (drama CD, anime)
Old Child là Servamp Ngạo Mạn và có khế ước với Tetsu Sendagaya. Tên hiện tại của anh là Hugh (ヒ ュ ー, Hyū) và anh ấy là người thứ hai trong số anh chị em Servamp. Điều này là mặc dù tầm vóc nhỏ bé của anh ấy, không cao quá 2'6 inch. Đặc điểm tính cách đáng chú ý nhất của Hugh là cảm giác kiêu hãnh trẻ con của anh, chẳng hạn như cách anh ấy tuyên bố rằng máu của Tetsu hoàn toàn là người sành ăn. Trong số tất cả các Servamps, Hugh có nhiều nhất Subclass, đến mức họ thực sự là mạng thông tin của anh ấy; anh thường sử dụng chúng để thu thập thông tin về Tsubaki hoặc đắm chìm trong nỗi ám ảnh về những câu chuyện tình yêu của người khác. Trong nỗ lực giải cứu Licht và Lawless, Hugh đã rơi vào bẫy của Tsubaki và mất sức mạnh sau khi bị đánh bại. Kết quả là sự thay đổi hoàn toàn về tính cách của Hugh, từ trẻ con thành tính cách của một ông già, có vấn đề về đi lại và trí nhớ. Tuy nhiên, khi Hugh đột ngột biến mất sau sự sụp đổ của C3, thì Tetsu và Hugh đã được tiết lộ có thể chưa bao giờ lập giao ước bắt đầu vì Hugh là người nghĩ ra tên riêng của mình chứ không phải Tetsu. Anh cũng là người đã dụ World End gặp Tsubaki, khiến Servamp Ham Ăn mất sức mạnh của mình. Điều này tiết lộ rằng Jin xuất hiện trong chiến dịch giải cứu Lawless và Licht, trên thực tế, là của World End, nghĩa là Hugh chưa bao giờ mất sức mạnh của mình.
Hyde - Lawless (ハイド ロウレス Haido Rouresu)
Lồng tiếng bởi: Ryōhei Kimura (drama CD, anime)
Lawless là Servamp Tham Lam và là Servamp thứ năm, có khế ước với Licht Jekylland Todoroki. Tên hiện tại của anh là Hyde, trùng với tên đệm của Licht "Jekylland", ám chỉ câu chuyện của Jekyll và Hyde và tượng trưng cho mối quan hệ đối thủ của họ. Tính cách của Lawless cực kỳ bất ổn, anh không quan tâm đến giá trị của cuộc sống con người và thường có xu hướng tàn sát dã man bất cứ ai theo cách của anh ta. Theo Huge, Lawless có thói quen giết các Eve của mình nếu chán họ. Licht, tuy nhiên, là một ngoại lệ vì Lawless thích tính cách ngây thơ và thói quen tự gọi mình là Thiên thần. Anh từng là Servamp của một công chúa tên là Ophelia và yêu cô ấy. Anh rất đau lòng khi cô kết hôn với một hoàng tử từ một quốc gia láng giềng và sau đó bị xử tử, từ chối bỏ trốn cùng Lawless vì cô muốn hòa bình giữa cả hai quốc gia. Tình trạng của Lawless trở nên tồi tệ hơn sau khi anh ấy thất bại với Kuro, người đã quyết định tự tay giết chết người tạo ra chính họ, khiến Lawless trở thành như bây giờ. Sau khi Licht giúp anh nhận ra mong muốn thực sự của mình, Lawless đã từ bỏ quan điểm trước đây của mình về cuộc sống và cuối cùng hòa giải với Kuro. Anh mất sức mạnh của mình sau khi Tsubaki phá hủy vật phẩm trong khế ước của mình, khiến Lawless suy yếu về thể chất.
Freya - The Mother (フレイア ザ・マザー Fureia Za Mazā)
Lồng tiếng bởi: Ami Koshimizu (anime)
The Mother là Servamp Phẫn Nộ và Servamp nữ duy nhất. Cô ấy luôn cau mày, khiến người ta dễ nhầm lẫn rằng cô ấy đang tức giận, mặc dù Freya chỉ đang tỏ ra lạnh lùng. Cô đã kết hôn với Eve trước đó của mình và họ cùng nhau sở hữu một trang trại táo. Sau đó cô bị giam giữ tại trụ sở chính của C3 tại Tokyo cùng với hai Subclass của mình, Gil và Ray. Cô không ra tay cũng như không có ý định thoát khỏi nơi giam giữ cho đến khi Licht và Lawless giải thoát cho cô. Cô tiết lộ rằng một tuần trước khi bị giam giữ, Eve của cô đã chết vì tuổi già. Lawless yêu cầu cô ấy giúp ngăn chặn Tsurugi, Freya đồng ý và cứu Tsurugi khi anh đang chết đuối sau khi bị đánh bại bởi Subclass của cô, những người đang cố gắng giải thoát The Mother. Cô và Tsurugi sau đó bị mắc kẹt trong tầng rơi do ảnh hưởng của vụ vượt ngục. Để cứu cả mình và Tsurugi, The Mother đề nghị Tsurugi trở thành Eve mới của mình, nhưng Touma đã bắn hạ cô. Thay vào đó, cô ấy tạo khế ước với Izuna Nobel, được đặt tên là Freya.
Ildio - World End (イルディオ ワールドエンド Irudio Wārudo Endo)
Lồng tiếng bởi: Junichi Suwabe (anime)
Servamp Tham Ăn. Đúng với như vậy, anh rất ham ăn, có thể ăn hết thức ăn của nhà hàng. Thật không may, anh không có nhiều tiền. Anh tự xưng là đối thủ của Sleepy Ash. Gần đây anh đã ký hợp đồng với Niccolo Carpediem, lấy tên là Ildio, và bị đánh bại bởi Tsubaki, bị mất Jinn của anh sau khi Hugh dụ World End vào một cái bẫy với lý do cứu Lawless. World End luôn xa cách với mỗi Eve mà anh giao ước, quên tên của họ sau khi kế ước của anh với họ kết thúc, bởi anh bất tử trong khi Eves của anh sớm muộn gì cũng chết.

## Truyền thông

### Manga
Tanaka Strike bắt đầu xuất bản Servamp trong số đầu tiên của tạp chí Monthly Comic Gene của Media Factory vào ngày 15 tháng 6 năm 2011. Tên dự kiến của Servamp lúc đầu là Eve và Servamps. Các chương của tạp chí đã được tổng hợp thành hai mươi bốn tập, được phát hành bởi Kadokawa. Vào tháng 6 năm 2019, Nhà xuất bản Kim Đồng thông báo họ đã được cấp phép cho bộ truyện xuất bản ở Việt Nam. Bắt đầu từ tháng 9 năm 2020 cho đến nay đã có mười ba tập truyện tranh được dịch bởi Nhà xuất bản Kim Đồng đã được phát hành nhưng hiện vẫn chưa có thông báo xuất bản tiếp. Ngoài tài liệu in ấn, bộ truyện còn truyền cảm hứng cho sáu đĩa drama CD, Một trong số đó đầu tiên được phát hành cùng với tập sáu của manga vào tháng 7 năm 2014. Bộ truyện bắt đầu gián đoạn vào tháng 2 năm 2017 vì lý do sức khỏe của tác giả. Cô bị đau dữ dội nên phải nghỉ ngơi và hồi phục. Truyện tiếp tục được phát hành vào ngày 15 tháng 4 năm 2017 sau khi cô ấy hồi phục sau cơn đau.

### Volume list
| No.  | Ngày phát hành             | Original ISBN          | Ngày phát hành bản Anh     | English ISBN           |
| ---- | -------------------------- | ---------------------- | -------------------------- | ---------------------- |
| 1    | Ngày 27 tháng 12, năm 2011 | ISBN 978-4-04-066261-9 | Ngày 17 tháng 3, năm 2015  | ISBN 978-1-626921-75-7 |
| 2    | Ngày 27 tháng 6, năm 2012  | ISBN 978-4-04-066234-3 | Ngày 16 tháng 6, năm 2015  | ISBN 978-1-626921-76-4 |
| 3    | Ngày 27 tháng 12, năm 2012 | ISBN 978-4-04-066235-0 | Ngày 15 tháng 9, năm 2015  | ISBN 978-1-626921-83-2 |
| 4    | Ngày 27 tháng 4, năm 2013  | ISBN 978-4-04-066236-7 | Ngày 8 tháng 12, năm 2015  | ISBN 978-1-626922-23-5 |
| 5    | Ngày 27 tháng 12, năm 2013 | ISBN 978-4-04-066171-1 | Ngày 22 tháng 3, năm 2016  | ISBN 978-1-626922-53-2 |
| 6    | Ngày 26 tháng 7, năm 2014  | ISBN 978-4-04-066822-2 | Ngày 21 tháng 6, năm 2016  | ISBN 978-1-626922-81-5 |
| 7    | Ngày 27 tháng 12, năm 2014 | ISBN 978-4-04-067233-5 | Ngày 20 tháng 9, năm 2016  | ISBN 978-1-626923-17-1 |
| 8    | Ngày 27 tháng 7, năm 2015  | ISBN 978-4-04-067565-7 | Ngày 13 tháng 12, năm 2016 | ISBN 978-1-626923-69-0 |
| 9    | Ngày 26 tháng 12, năm 2015 | ISBN 978-4-04-067868-9 | Ngày 28 tháng 3, năm 2017  | ISBN 978-1-626924-58-1 |
| 10   | Ngày 27 tháng 7, năm 2016  | ISBN 978-4-04-068283-9 | Ngày 8 tháng 8, năm 2017   | ISBN 978-1-626925-20-5 |
| 10.5 | Ngày 27 tháng 7, năm 2016  | ISBN 978-4-04-068295-2 | —                          | —                      |
| 11   | Ngày 27 tháng 12, năm 2017 | ISBN 978-4-04-068806-0 | Ngày 24 tháng 7, năm 2018  | ISBN 978-1-626925-95-3 |
| 12   | Ngày 27 tháng 3, năm 2018  | ISBN 978-4-04-069766-6 | Ngày 28 tháng 5, năm 2019  | ISBN 978-1-626927-27-8 |
| 13   | Ngày 25 tháng 10, năm 2018 | ISBN 978-4-04-069981-3 | Ngày 26 tháng 11, năm 2019 | ISBN 978-1-642757-34-7 |
| 14   | Ngày 26 tháng 7, năm 2019  | ISBN 978-4-04-065587-1 | Ngày 29 tháng 9, năm 2020  | ISBN 978-1-64505-526-6 |
| 15   | Ngày 27 tháng 3, năm 2020  | ISBN 978-4-04-064494-3 | Ngày 29 tháng 6, năm 2021  | ISBN 978-1-64827-218-9 |
| 16   | Ngày 25 tháng 12, năm 2020 | ISBN 978-4-04-680039-8 | Ngày 24 tháng 5, năm 2022  | ISBN 978-1-63858-160-4 |
| 17   | Ngày 26 tháng 8, năm 2021  | ISBN 978-4-04-680629-1 | Ngày 25 tháng 10, năm 2022 | ISBN 978-1-63858-615-9 |
| 18   | Ngày 26 tháng 3, năm 2022  | ISBN 978-4-04-681237-7 | Ngày 30 tháng 5, năm 2023  | ISBN 978-1-63858-901-3 |
| 19   | Ngày 27 tháng 10, năm 2022 | ISBN 978-4-04-681786-0 | Ngày 17 tháng 10, năm 2023 | ISBN 979-8-88843-020-0 |
| 20   | Ngày 27 tháng 6, năm 2023  | ISBN 978-4-04-682595-7 | Ngày 2 tháng 7, năm 2024   | ISBN 979-8-88843-793-3 |
| 21   | Ngày 26 tháng 12, năm 2023 | ISBN 978-4-04-683119-4 | Ngày 25 tháng 2, năm 2025  | ISBN 979-8-89160-884-9 |
| 22   | Ngày 25 tháng 10, năm 2024 | ISBN 978-4-04-684080-6 | —                          | —                      |
| 23   | Ngày 27 tháng 11, năm 2024 | ISBN 978-4-04-684102-5 | —                          | —                      |
| 24   | Ngày 27 tháng 12, năm 2024 | ISBN 978-4-04-684103-2 | —                          | —                      |

### Âm nhạc
Ngoài các drama CD, bộ truyện cũng đã sản xuất một số CD bài hát nhân vật, cũng như một CD nhạc phim gốc. Tổng cộng đã có năm CD về các cặp nhân vật, được phát hành vào năm 2015, cũng như một mini-album về bài hát nhân vật và một nhạc phim gốc, cả hai đều đã được phát hành vào tháng 10 năm 2016. Bộ anime cũng có bài hát mở đầu, "Deal With" của Oldcodex, và bài hát kết thúc, "Sunlight Avenue" của Takuma Terashima.

### Anime
Một bản chuyển thể truyền hình anime đã được công bố trên tạp chí Monthly Comic Gene số tháng 8. Oricon Style đưa tin rằng bản chuyển thể sẽ là một bộ phim truyền hình dài tập. Anime được sản xuất bởi Brain's Base và Platinum Vision với Itto Sara làm đạo diễn chính, Hideaki Nakano làm đạo diễn và Kenji Konuta đảm nhận phần dàn dựng loạt phim, với thiết kế nhân vật của Junko Yamanaka và âm nhạc của Kenji Kawai. Anime được phát sóng từ tháng 7 đến tháng 9 năm 2016. Funimation đã cấp phép cho bộ phim bên ngoài châu Á để phát trực tuyến trên trang web của họ. Ở Đông Nam Á, Muse Communication giữ bản quyền của bộ phim.

#### Danh sách tập
| # | Tựa đề tiếng Anh Tựa đề tiếng Nhật                                                             | Ngày phát hành            |
| --- | ---------------------------------------------------------------------------------------------- | ------------------------- |
| 1 | "Mahiru and Kuro" "Mahiru to Kuro" (真昼とクロ)                                                | Ngày 5 tháng 7, năm 2016  |
| Mahiru Shirota là một học sinh trung học thích những thứ đơn giản và không thích những thứ phức tạp, vì vậy cậu đã nuôi một con mèo nhặt được mà cậu đặt tên là Kuro. Ngày hôm sau, cậu phát hiện ra rằng Kuro thực sự là một ma cà rồng chỉ biến thành một con mèo nếu tiếp xúc với ánh sáng mặt trời. Mahiru vô tình lập khế ước với Kuro ngay khi cậu gọi tên anh ở dạng người. Kuro giải thích rằng anh là một ma cà rồng đặc biệt, người lập giao ước và sau đó phục vụ con người. Anh chỉ có thể uống máu từ chủ nhân của mình và phải nghe theo lệnh của họ. Mahiru đã lập một giao ước tạm thời với anh, và miễn là Kuro không uống máu của Mahiru trong 24 giờ, khế ước sẽ bị hủy bỏ, cho đến lúc đó, anh không thể tách khỏi Mahiru. Trong khi mua sắm, họ bị tấn công bởi một Subclass, Belkia. Mặc dù ban đầu miễn cưỡng, Kuro đã cứu Mahiru khỏi Belkia và Mahiru quyết định hoàn tất khế ước của họ bằng cách bắt Kuro uống máu của mình. Với giao ước được thực hiện, Kuro trở thành một hầu cận ma cà rồng, được gọi là Servamp, và Mahiru chủ nhân của anh, gọi là Eve. Với sức mạnh từ khế ước của họ, Kuro dễ dàng đánh bại Belkia. |                                                                                                |                           |
| 2 | "Tsubaki" "Tsubaki" (椿)                                                                       | Ngày 12 tháng 7, năm 2016 |
| Mahiru và Kuro bị tiếp cận bởi Tsubaki, Servamp đã ra lệnh cho Belkia tấn công Kuro. Anh tiết lộ rằng có bảy anh chị em Servamp được biết đến, mỗi người đại diện cho một trong Bảy Đại Tội. Sau đó anh tự giới thiệu mình là Servamp thứ tám, Servamp U Sầu. Để ngăn chặn Tsubaki, Mahiru cố gắng lập một khế ước với anh, khiến Tsubaki cố gắng giết cậu, nhưng trước khi anh có thể làm như vậy, một Servamp khác, All of Love, đã cứu Mahiru và Kuro. Bộ đôi được tiếp cận bởi Eve của Servamp Dục Vọng, Misono Alicein, người sau đó giới thiệu All of Love, bây giờ có tên là Snow Lily. Misono yêu cầu Mahiru giao Kuro cho cạu để thoát khỏi Tsubaki, nhưng Mahiru thay vào đó đề nghị một liên minh giữa họ. |                                                                                                |                           |
| 3 | "About the Future That Never Came" "Otozurenakatta Mirai ni Tsuite" (訪れなかった未来について) | Ngày 19 tháng 7, năm 2016 |
| Misono nói với Mahiru về một vũ khí có tên là Lead mà Eve có được từ Servamp của họ, vì vậy Mahiru yêu cầu Kuro đưa cho cậu một vũ khí, có hình dạng như một cây chổi. Trong khi đó, một trong những người bạn thân của Mahiru, Sakuya, được tiết lộ là một trong những Subclass của Tsubaki. Ngày hôm sau, Mahiru nhận ra rằng ký ức của cậu về Sakuya đang bắt đầu biến mất. Sakuya sau đó tiếp cận và dụ Mahiru và Kuro đến một con hẻm, nơi Sakuya tiết lộ rằng cậu và Mahiru chỉ biết nhau mới một năm và thừa nhận mối quan hệ của cậu với Tsubaki, Otogiri tấn công Kuro và Mahiru, và cả hai được cứu bởi Misono và Lily, đánh bại Belkia, nhưng Otogiri sử dụng năng lực của mình để kiểm soát cơ thể bất tỉnh của Belkia. Sakuya sau đó làm Misono bị thương nặng, và Mahiru, kinh hoàng trước hành động của Sakuya, quyết định chiến đấu bất chấp tình thế tiến thoái lưỡng nan của chính mình. |                                                                                                |                           |
| 4 | "Sakuya" "Sakuya" (桜哉)                                                                       | Ngày 26 tháng 7, năm 2016 |
| Sự không chắc chắn của Mahiru tràn ngập trong Kuro, khiến anh mất kiểm soát sức mạnh của mình. Khi Mahiru bị nhấn chìm bởi sức mạnh của Kuro, Sakuya cố gắng giúp cậu, cậu thừa nhận đã hành động theo cách thuyết phục Mahiru giết anh ta. Kuro bị chặn lại bởi Servamp Đố Kị, bây giờ tên là Jeje, và các Subclass của Tsubaki buộc phải rút lui. Eve của Jeje, một nhà buôn đồ cổ, cho Mahiru cơ hội hủy bỏ khế ước giữa cậu và Kuro nếu cậu cảm thấy thích. Sự việc khiến Mahiru bối rối về cách cậu đang sử dụng sức mạnh của mình. Tình cờ, Mahiru gặp Tsubaki tại một quán sushi và hỏi Sakuya đã trở thành Subclass của anh ấy như thế nào. Tsubaki giải thích rằng Sakuya, cùng với chị gái, từng bị cha mẹ bạo hành. Chị gái của Sakuya buộc phải tự tử để cha mẹ họ có thể kiếm được tiền bảo hiểm, và họ buộc Sakuya làm điều tương tự sáu năm sau đó nhưng Tsubaki đã cứu cậu ấy bằng cách biến Sakuya thành Subclass của mình. Mahiru đối mặt với Sakuya tại lễ hội trường và cả hai đã nói chuyện. Mahiru hứa rằng cậu sẽ ngăn chặn Tsubaki để Sakuya có thể được tự do. |                                                                                                |                           |
| 5 | "I Am an Adult. This is Society" "Ore wa Otona, Koko wa Shakai" (俺は大人, ここは社会)         | Ngày 2 tháng 8, năm 2016  |
| Mahiru nhận được một lá thư mà Kuro nhanh chóng vứt đi và bảo cậu đó là một trò đùa. Tại một lễ hội mùa hè, Mahiru được một người lạ tiếp cận và nhờ mang một chiếc hộp bạc đến khu đồ bị thất lạc vì người đàn ông không có thời gian để làm việc đó. Trên đường đi, cậu gặp một người thanh niên trẻ tuổi đang mang một chiếc quan tài, người nói rằng có một ma cà rồng đang ngủ bên trong đó. Một vụ nổ xảy ra và Mahiru phát hiện ra nó đến từ một chiếc hộp giống với chiếc cậu đang cầu. Cậu nhanh chóng gọi Kuro để ném nó lên trời, nhưng nó bắt đầu rơi trở lại quá sớm. Người thanh niên lúc nãy bắt nó với chiếc quan tài của mình, nơi nó phát nổ, nhưng chiếc quan tài vẫn còn nguyên vẹn. Cậu ấy tự giới thiệu mình là Sendagaya Tetsu, Eve của Servamp Ngạo Mạn, tên là Hugh. Sau khi thành lập liên minh với hai người họ, Mahiru bị bắt cóc bởi một tổ chức trung lập tên là C3 trong khi Kuro bị ba thành viên khác của C3 tấn công. Một nhà nghiên cứu C3, Syuhei Tsuyuki, yêu cầu Mahiru đưa Kuro cho họ, vì họ cũng muốn ngăn chặn Tsubaki. Anh ta đe dọa rằng Mahiru sẽ chết do khoảng cách giữa cậu và Kuro. Từ chối hợp tác, Mahiru tự mình trốn thoát và giải cứu Kuro. |                                                                                                |                           |
| 6 | "Angel or Demon" "Tenshi ka Akuma" (天使か悪魔)                                                | Ngày 9 tháng 8, năm 2016  |
| Một trong những Subclass của Hugh thông báo cho họ về một kẻ đáng ngờ đã đánh bại một Subclass khác. Mahiru và Kuro đuổi theo kẻ có vẻ đã bắt được một Servamp dưới hình dạng một con nhím. Tuy nhiên, sau đó được tiết lộ rằng người đó, Licht Jekllyland Todoroki, thực chất là Eve của Servamp Tham Lam, Lawless, người có quan hệ xấu với Kuro và từ chối hợp tác với họ. Phát hiện ra Licht là một nghệ sĩ piano nổi tiếng và đang tổ chức một buổi hòa nhạc, Mahiru và Kuro đến buổi hòa nhạc để cố gắng thuyết phục Licht một lần nữa, nhưng nhận ra rằng buổi hòa nhạc chỉ là một cái bẫy do Tsubaki đặt ra, người đã gửi Subclass để giết Licht và Lawless. Tuy nhiên, Lawless giết gần như tất cả Subclass của Tsubaki, anh và Kuro đã có một cuộc chiến ngắn sau khi Lawless kể về một sự cố trong quá khứ liên quan đến việc các Servamp nhận được lệnh từ C3. Cuộc chiến bị dừng lại bởi Licht, người sau đó gần như có một cuộc chiến khác với Lawless, nhưng cả hai đều bị ngăn lại bởi Subclass của Lawless, Guildernstein. Khi tình hình được giải quyết, Mahiru giữ lại Subclass sống sót duy nhất của Tsubaki để lấy thông tin. Trong khi đó, Tsubaki, đau buồn vì cái chết của Subclass của mình, trực tiếp đối đầu với Lawless. |                                                                                                |                           |
| 7 | "Because I Am..." "Nazenara Ore wa" (なぜなら俺は)                                             | Ngày 16 tháng 8, năm 2016 |
| Sau khi đưa Subclass của Tsubaki, Lilac, đến chỗ họ, Mahiru nghĩ rằng Tsubaki sẽ đến và cứu cậu ấy giống như Tsubaki đã làm với Belkia. Trong khi thảo luận về điều này, Mahiru nhận thấy Kuro có hành động kỳ lạ sau vụ việc với Lawless liên quan đến quá khứ của anh ấy. Ngày hôm sau, quản lý của Licht, Rosen Crantz, giải thích rằng Lawless đã mất tích và Licht cảm thấy không khỏe. Do cho rằng Tsubaki đã tấn công Lawless để trả thù, Mahiru và Kuro đi tìm Licht đã suy yếu, người đang chiến đấu với Higan, một trong những Subclass của Tsubaki được lệnh bắt cậu. Mahiru và Kuro cố gắng giúp Licht, nhưng Kuro đột nhiên trở thành một quả bóng đen, dẫn đến việc Licht bị bắt. Sử dụng chiếc điện thoại di động mà Higan đánh rơi, Misono liên lạc với Tsubaki và yêu cầu đổi Bộ đôi Tham Lam để lấy lại Subclass của Tsubaki. Trở lại khách sạn, Mahiru phát hiện ra rằng Kuro không hề hấn gì bên trong quả bóng và thề sẽ đưa anh trở lại bình thường. |                                                                                                |                           |
| 8 | "Nothing Begins Without Action" "Hajime ni Okonai Ariki" (はじめに行いありき)                  | Ngày 23 tháng 8, năm 2016 |
| Mahiru và Tetsu cố gắng giải thoát Kuro khỏi quả bóng nhưng vô ích. Mahiru nhớ lại người buôn đồ cổ đã giúp anh một lần trước đây, người dường như biết nhiều hơn về ma cà rồng và quyết định đến cửa hàng của anh ấy trong khi Misono, Lily, Tetsu, Hugh, Crantz và Guilderstein lên kế hoạch cứu Licht và Lawless. Từ bức ảnh trong điện thoại di động của Higan và người làm tại gia đình của Misono, Dodo, họ phát hiện ra rằng Tsubaki đang ở tại một khách sạn. Tại cửa hàng đồ cổ, Mahiru và Kuro được chào đón bởi một bác sĩ tên Johannes, người đang nghiên cứu về ma cà rồng. Người buôn đồ cổ, được tiết lộ là anh trai của Misono, Mikuni, giải thích rằng Subclass có thể bị giết nếu Servamp uống máu của họ, và khế ước có thể bị phá vỡ bằng cách phá hủy vật phẩm mà Eve đã đặt cho họ cùng với một cái tên. Johannes sau đó lừa Mahiru uống thứ gì đó khiến cậu nhớ đến Kuro. Misono, Lily, Tetsu và Hugh đột nhập vào khách sạn mà Tsubaki đang ở trong khi các Subclass không có mặt, và phát hiện ra họ đã rơi ngay vào bẫy của Tsubaki. |                                                                                                |                           |
| 9 | "I'm Not Wrong" "Ore wa Machigattenai" (俺は間違ってない)                                      | Ngày 30 tháng 8, năm 2016 |
| Các Subclass của Lawless đối đầu với Tsubaki để câu giờ cho đến khi Misono và những người khác giải cứu Licht và Lawless. Misono và Lily chiến đấu chống lại Sakuya ở tầng hầm trong khi Tetsu và Hugh chiến đấu chống lại những Subclass còn lại của Tsubaki. Mahiru, người đã đi vào tâm trí của Kuro, chứng kiến những ký ức của anh ấy cho thấy các Servamps có đa số phiếu để quyết định liệu họ có nên giết người tạo ra mình hay không. Kuro, là người cuối cùng bỏ phiếu, quyết định giết người đó, nói rằng anh sẽ đích thân thực hiện công việc. Điều này khiến anh bị Lawless căm hận, người rất phản đối yêu cầu này. Tuy nhiên, khi Kuro ra tay giết người tạo ra mình, sự quyết tâm của anh bắt đầu dao động nhưng anh vẫn tiếp tục với quyết định của mình. Sự việc khiến Kuro phải đặt câu hỏi về hành động của chính mình. Cảm thấy sự không chắc chắn của Kuro, Mahiru thúc giục Kuro đối mặt với quá khứ của mình và đảm bảo rằng cậu ở đó vì anh, thuyết phục Kuro quay trở lại. |                                                                                                |                           |
| 10 | "Lawless" "Rauresu" (ロウレス)                                                                 | Ngày 6 tháng 9, năm 2016  |
| Lawless và Licht đụng độ nhau sau một cuộc tranh cãi nảy lửa. Licht chỉ ra rằng Lawless chỉ đang cố gắng chạy trốn khỏi thực tế bằng cách phá hủy cuộc sống của mọi người. Điều này khiến Lawless tức giận, người sau đó đã cho Licht thấy quá khứ của anh. Hàng trăm năm trước, anh ấy đang phục vụ một công chúa tên là Ophelia, người là Eve của anh ấy vào thời điểm đó, người mà anh ấy đã yêu. Tuy nhiên, anh rất đau lòng khi Ophelia chọn kết hôn với một hoàng tử từ một quốc gia láng giềng để tránh chiến tranh. Điều này không kéo dài lâu vì cuộc hôn nhân của Ophelia là một âm mưu tấn công của vương quốc của cô, dẫn đến việc Ophelia bị hành quyết nhưng không lâu trước khi cô để lại một bài phát biểu đầy cảm hứng mà cuối cùng đã mang lại hòa bình cho cả hai quốc gia. Sau cái chết của Ophelia, Lawless và các Servamps được gọi đến một cuộc họp liên quan đến yêu cầu giết người tạo ra họ. Đã tuyệt vọng sau cái chết của Ophelia, quyết định giết người tạo ra họ của Kuro càng làm tăng thêm cái nhìn vỡ mộng của Lawless về cuộc sống của con người và cuối cùng nó lên đến đỉnh điểm khi hai đất nước mà Ophelia hy sinh mạng sống của mình để bảo vệ bị phá hủy bởi một quốc gia khác. Bây giờ biết được vấn đề của Lawless, Licht sử dụng cách chơi piano của mình để thúc giục Lawless thành thật với cảm xúc của chính mình và nhận ra mong muốn của anh khi anh gọi Lawless với cái tên hiện tại: Hyde. Với quyết tâm mới, cả hai giải phóng bản thân khỏi sự giam cầm nhưng sau đó phải đối đầu trực tiếp với Higan. |                                                                                                |                           |
| 11 | "For Not Forgiving Me" "Yurusanaide Kurete" (許さないでくれて)                                 | Ngày 13 tháng 9, năm 2016 |
| Lawless và Licht có thể dồn Higan, khiến Higan giải phóng toàn bộ sức mạnh của mình. Trong khi đó, Mikuni và Jeje đến cứu Misono và Lily khỏi Sakuya, thúc giục bộ đôi Dục Vọng đến nơi Tetsu và Hugh đang chiến đấu chống lại Subclass còn lại của Tsubaki. Khi đến đó, họ phát hiện ra Hugh đã biến mất sau khi bị mắc kẹt bên trong chiếc hộp ma thuật của Belkia. Không còn chút nhân lực nào, Misono quyết định rút lui cho đến khi Mahiru và Kuro, lúc này mang hình dạng một con sư tử đen khổng lồ, cứu họ, dễ dàng đánh bại các Subclass. Trở lại với Lawless và Licht, hai người cuối cùng đã đánh bại Higan bằng cách kết hợp giữa cách chơi piano của Licht và kiếm thuật của Lawless ngay khi Mahiru và Kuro đến. Kuro tận dụng cơ hội để cuối cùng làm hòa với Lawless. Sự nhẹ nhõm của họ chỉ diễn ra trong thời gian ngắn khi Lila, vẫn còn đau buồn với Lawless vì đã giết bạn bè của mình, đánh cắp món đồ trong khế ước của Lawless. Tình hình trở nên tồi tệ hơn khi Tsubaki đến. |                                                                                                |                           |
| 12 | "Thinking Simply..." "Shinpuru ni Kangaete..." (シンプルに考えて)                              | Ngày 20 tháng 9, năm 2016 |
| Tsubaki tiết lộ rằng anh đã đánh bại Hugh và sau đó tiến hành phá vỡ khế ước của Lawless, khiến Servamp mất sức mạnh. Anh đối mặt với Kuro, nhận ra hình dạng sư tử của anh là kẻ đã giết người tạo ra họ. Kuro cố gắng nói với Tsubaki khỏi chiến đấu thêm nữa, nhưng Tsubaki từ chối lắng nghe vì sự cống hiến khó khăn của anh ấy để hoàn thành kỳ vọng của người tạo ra họ. Trong khi Misono, Tetsu, Licht và Lawless di tản với sự giúp đỡ của C3, Mahiru quyết định ở lại và chiến đấu cùng Kuro. Đối đầu với Tsubaki, vũ khí của Mahiru biến thành chiếc chìa khóa mở ra quá khứ của Tsubaki. Sau khi được chọn và biến thành ma cà rồng bởi người tạo ra Servamps, Tsubaki không chắc chắn về vị trí của mình trong số các anh chị em ma cà rồng của mình và chỉ có thể dựa vào người tạo ra mình cho đến khi Kuro giết người đó, dẫn đến việc Tsubaki tìm cách báo thù Kuro. Quyết tâm kết thúc cuộc chiến, Mahiru và Kuro đấu tranh chống lại các cuộc tấn công của Tsubaki cho đến khi Mahiru cuối cùng đến chỗ Tsubaki, thuyết phục anh ta dừng lại. Sau đó, Tsubaki cắt đứt mọi quan hệ với Subclass của mình và biến mất, trong khi Mahiru và những người bạn của cậu trở lại cuộc sống bình thường của họ. |                                                                                                |                           |